# Eragrostis procumbens
Eragrostis procumbens är en gräsart som beskrevs av Christian Gottfried Daniel Nees von Esenbeck. Eragrostis procumbens ingår i släktet kärleksgrässläktet, och familjen gräs. Inga underarter finns listade i Catalogue of Life.